# Björn Jopek
Björn Jopek (né le 24 août 1993 à Berlin) est un footballeur allemand. Il évolue au poste de milieu de terrain.

## Carrière
Jopek arrive au 1. FC Union Berlin à l'âge de sept ans et joue dans les équipes de jeunes. En octobre 2011, le milieu gauche rejoint la deuxième équipe de l'Union, puis intègre pendant l'été 2012 l'équipe première. Il joue son premier match professionnel le 12 août 2012 contre l'Eintracht Brunswick. Le 4 octobre 2012, il signe un contrat avec option pour une autre année jusqu'en 2015. Lors de sa première saison, le joueur de 19 ans joue vingt-cinq matchs et marque trois buts. Le dernier jour, il connaît une rupture de ligament croisé et se voit éloigné des terrains pendant huit mois.
Lors de la saison 2015-2016, Jopek s'engage avec le DSC Arminia Bielefeld. La saison suivante, il arrive au Chemnitzer FC en 3. Liga. En juin 2017, il signe avec le FC Würzburger Kickers.

## Source de traduction
- (de) Cet article est partiellement ou en totalité issu de l’article de Wikipédia en allemand intitulé « Björn Jopek » (voir la liste des auteurs).